# Frank Baldwin (General)

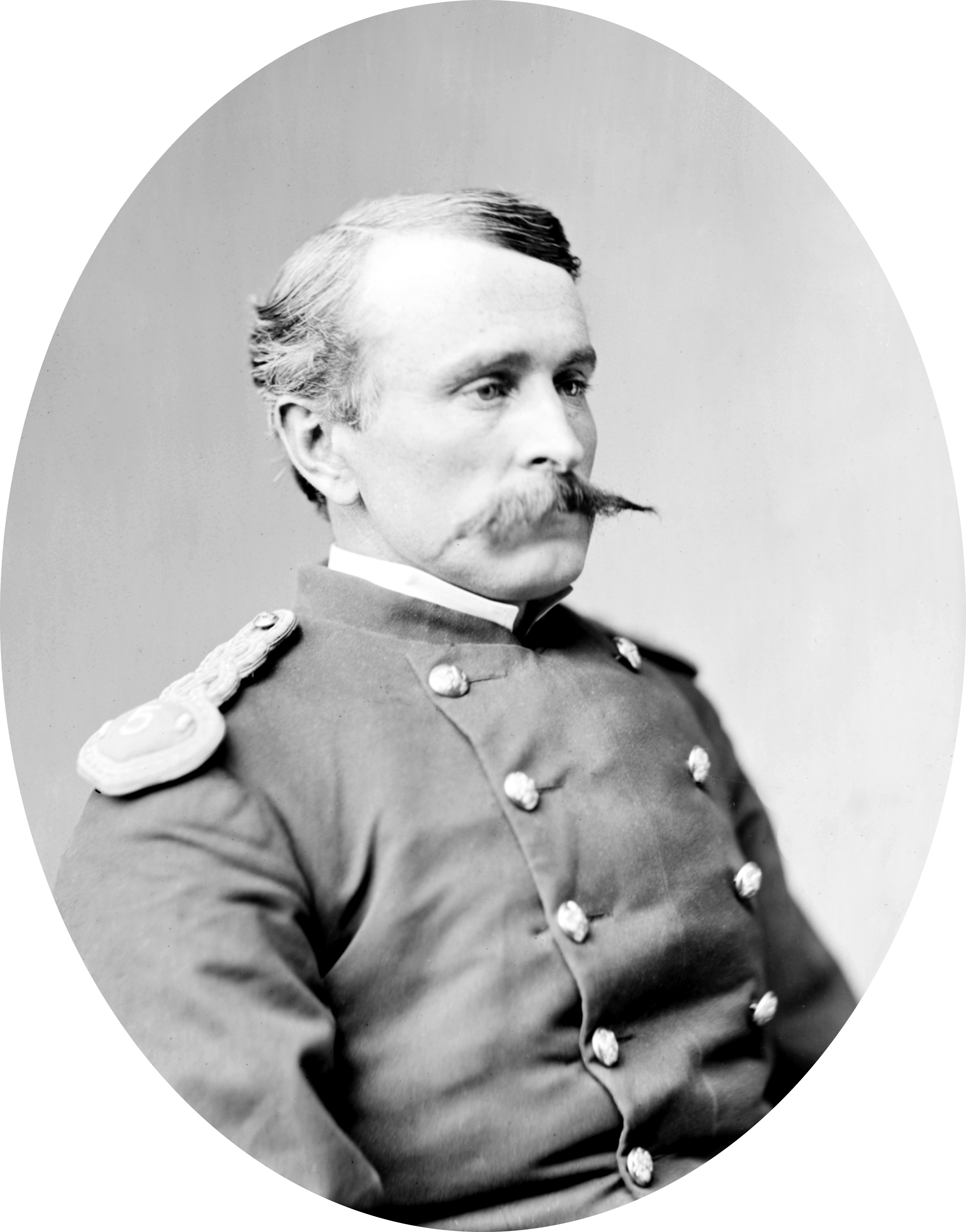
Frank Dwight Baldwin (erstellt zwischen 1865 und 1880)

Frank Dwight Baldwin (* 26. Juni 1842 in Manchester, Michigan; † 22. April 1923 in Denver, Colorado) war einer von nur 19 Soldaten, die die Medal of Honor zweimal erhielten.

## Leben
Baldwin erhielt seine erste Auszeichnung für seine Taten während des Atlanta-Feldzugs, wo er seine Kompanie in die Schlacht am Peachtree Creek führte und zwei Unteroffiziere der Konföderierten gefangen nahm. Die zweite erhielt er 1874 während der Indianerkriege für auffallende Tapferkeit.
Er kämpfte auch auf den Philippinen während des Spanisch-Amerikanischen Krieges und stieg bis zum Rang eines Generalmajors auf, bevor er in den Ruhestand ging.

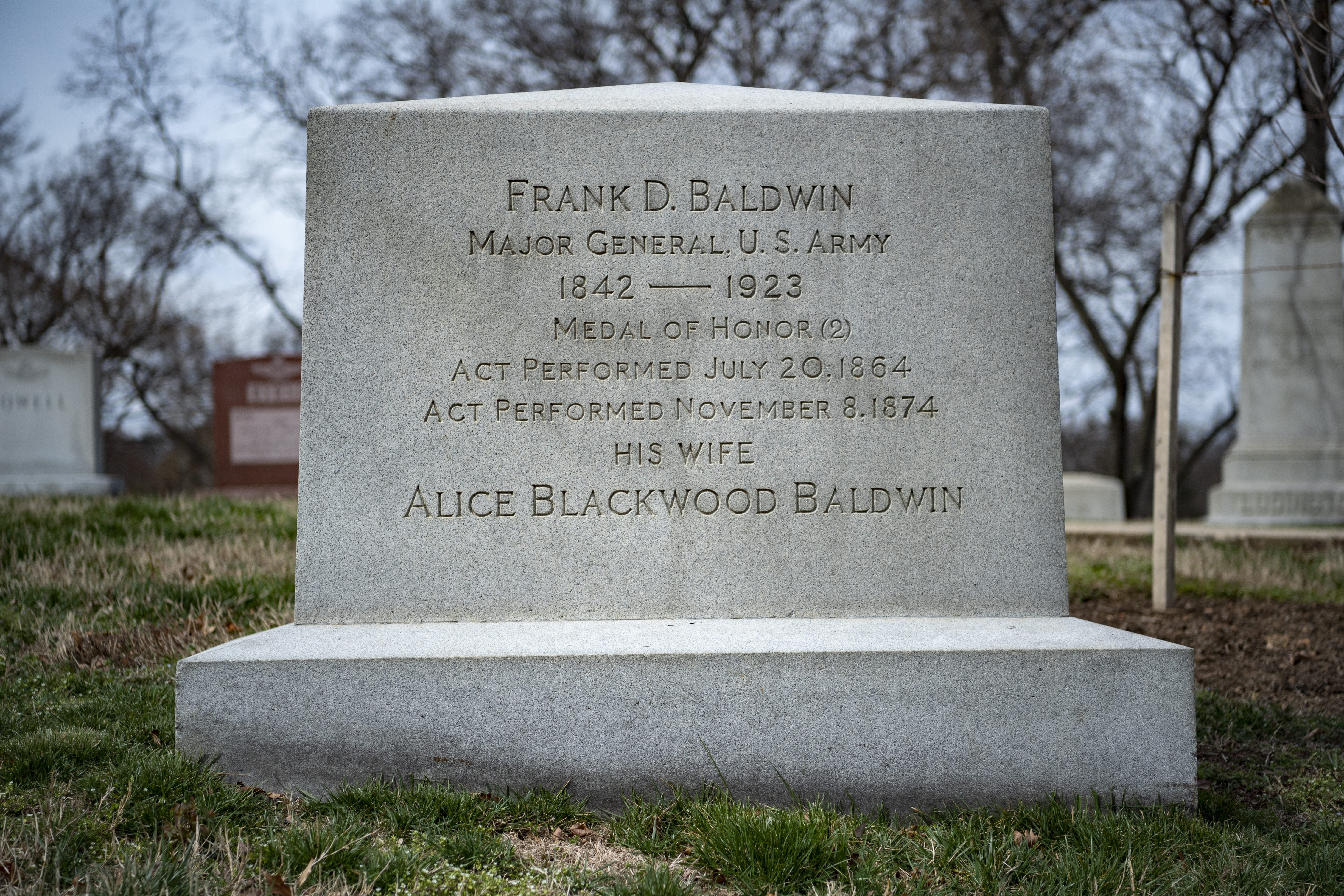
Grabmal für Frank D. Baldwin

Er ist zusammen mit seiner Frau auf dem Nationalfriedhof Arlington in der Nähe des Mausoleums von Nelson A. Miles, seinem Vorgesetzten in den Indianerkriegen, begraben.